# Gregori de Ravenna
Gregori fou exarca de Ravenna del 666 al 678.
Va succeir a Teodor I Cal·liopes. Va donar suport a l'arquebisbe de Ravenna en el seu enfrontament amb el Papa per la independencia de la seu de Ravenna.
Durant el seu govern Constanci II va envair el sud d'Itàlia però va fracassar.
El 678 a tot tardar, fou succeït per Teodor II